# باشگاه والیبال بلوگوری
باشگاه والیبال بلوگوری (به انگلیسی: Belogorie) یا بلگوری، یک باشگاه حرفه‌ای والیبال مستقر در بلگورود، روسیه است که در سوپر لیگ والیبال روسیه حضور دارد. بلوگوری با ۸ قهرمانی موفق‌ترین تیم لیگ روسیه است. بلوگوری از باشگاه‌های ریشه دار روسیه محسوب می‌شود و تنها باشگاه روسی است که سه بار قهرمان لیگ قهرمانان والیبال اروپا شود.

## دست‌آوردها
- قهرمانی باشگاه‌های جهان (۱)
  - قهرمان : 2014[۱]
- سوپر لیگ روسیه (۸)
  - قهرمان : ۱۹۹۷، ۱۹۹۸، ۲۰۰۰، ۲۰۰۲، ۲۰۰۳، ۲۰۰۴، ۲۰۰۵، ۲۰۱۳
  - نایب قهرمان: ۱۹۹۵، ۱۹۹۶، ۱۹۹۹، ۲۰۰۶، ۲۰۱۰
- لیگ قهرمانان اروپا (۳)
  - قهرمان : ۲۰۰۳، ۲۰۰۴، ۲۰۱۴
- جام اروپا (۱)
  - قهرمان : ۲۰۰۹
- جام والیبال روسیه (۸)
  - قهرمان : ۱۹۹۵، ۱۹۹۶، ۱۹۹۷، ۱۹۹۸، ۲۰۰۳، ۲۰۰۵، ۲۰۱۲، ۲۰۱۳

## ترکیب فعلی
- ۲۰۱۸
- {| class=wikitable style="font-size:95%;"

!شماره
!ملیت
!بازیکن
!تاریخ تولد
!قد
!پست
|-
|align=center| ۱ ||  روسیه||کاچیتور استپانیان || ۲۱ مارس ۱۹۸۵ ‏(۳۹ سال)||align=center| ۱۹۳ || لیبرو
|-
|align=center| ۳ ||  روسیه|| الکساندر کوسارف || ۳۰ سپتامبر ۱۹۷۷ ‏(۴۷ سال)||align=center| ۲۰۳ || دریافت کننده قدرتی
|-
|align=center| ۴ ||  روسیه||تاراس ختی || ۲۲ مهٔ ۱۹۸۲ ‏(۴۲ سال)||align=center| ۲۰۷ || دریافت کننده قدرتی
|-
|align=center| ۵ ||  روسیه||الکساندر بوگومولف || ۱ فوریهٔ ۱۹۷۶ ‏(۴۹ سال)||align=center| ۲۰۸ || مدافع میانی / سرعتی زن
|-
|align=center| ۷ ||  روسیه||ماکسیم پانتلیموننکو || ۱ سپتامبر ۱۹۸۱ ‏(۴۳ سال)||align=center| ۲۰۲ || دریافت کننده قدرتی
|-
|align=center| ۸ ||  روسیه||سرگئی تتیوخین || ۲۳ سپتامبر ۱۹۷۵ ‏(۴۹ سال)||align=center| ۱۹۷ || دریافت کننده قدرتی
|-
|align=center| ۹ ||  آلمان||گئورگ گروزر || ۲۷ نوامبر ۱۹۸۴ ‏(۴۰ سال)||align=center| ۲۰۰ || پشت خط زن / قطر پاسور
|-
|align=center| ۱۰ ||  روسیه||رومان براگین || ۱۷ آوریل ۱۹۸۷ ‏(۳۷ سال)||align=center| ۱۸۷ || لیبرو
|-
|align=center| ۱۱ ||  روسیه||روسلان خنیپوف || ۲۹ مارس ۱۹۸۹ ‏(۳۵ سال)||align=center| ۲۰۵ || مدافع میانی / سرعتی زن
|-
|align=center| ۱۲ ||  روسیه||آنتون فومنکو || ۱۸ اکتبر ۱۹۸۷ ‏(۳۷ سال)||align=center| ۲۰۰ || دریافت کننده قدرتی
|-
|align=center| ۱۳ ||  روسیه||دیمیتری موزرسکی || ۲۹ اکتبر ۱۹۸۸ ‏(۳۶ سال) ||align=center| ۲۱۸ || مدافع میانی / سرعتی زن
|-
|align=center| ۱۴ ||  ایتالیا||دراگان تراویتسا || ۲۸ اوت ۱۹۸۶ ‏(۳۸ سال) ||align=center| ۲۰۰ || پاسور
|-
|align=center| ۱۵ ||  روسیه||دیمیتری ایلینیخ || ۳۱ ژانویهٔ ۱۹۸۷ ‏(۳۸ سال)||align=center| ۲۰۲ ||دریافت کننده قدرتی
|-
|align=center| ۱۶ ||  روسیه|| سرگئی باگری || ۱۴ اوت ۱۹۸۷ ‏(۳۷ سال)||align=center| ۱۹۲ || پاسور
|-
|align=center| ۱۷ ||  روسیه|| ماکسیم ژیگالوف || ۲۶ ژوئیهٔ ۱۹۸۹ ‏(۳۵ سال)||align=center| ۲۰۳ || پشت خط زن / قطر پاسور
|}
| مربی - سرمربی: ژنادی شیپولین - کمک مربی: بوریس کلسینس | پزشک - دکتر: یوری دمین - فیزیوتراپ: ولادیمیر بلیف |

## نام‌ها
- ۱۹۷۶–۱۹۸۱: تکنولوژ بلگورود
- ۱۹۸۱–۱۹۸۷: لوکوموتیو بلگورود
- ۱۹۸۷–۱۹۹۲: آگرارنیک بلگورود
- ۱۹۹۲–۱۹۹۳: بلوگوری بلگورود
- ۱۹۹۳–۱۹۹۵: لوکوموتیو بلگورود
- ۱۹۹۵–۱۹۹۷: بلوگوری بلگورود
- ۱۹۹۷–۲۰۰۱: بلوگوری دینامو بلگورود
- ۲۰۰۱–۲۰۱۱: لوکوموتیو بلوگوری بلگورود
- ۲۰۱۱-: بلوگوری بلگورود